# Telaranea bisetula
Telaranea bisetula là một loài rêu tản trong họ Lepidoziaceae. Loài này được (Stephani) E.O. Campb. miêu tả khoa học lần đầu tiên năm 1971.